# 圣保古吕堂 (博洛尼亚)
圣保古吕堂（San Procolo）是一个早期哥特式风格的天主教教堂、原修道院-医院，位于意大利艾米利亚-罗马涅大区博洛尼亚市中心马西莫达泽格里奥街（Via Massimo D'Azeglio ）52号。

## 历史
该堂由卡西諾山修道院的本笃会修士创建于1087年，供奉殉道的博洛尼亚军人保古吕（Proculus ）。该堂和毗邻的修道院一直属于本笃会管理，直到1796年拿破仑取缔了博洛尼亚的本笃会。
本笃会还维持一个朝圣者宿舍。1297年，毗邻的修道院改为一家收容被遗弃孤儿的医院，由修女管理。19世纪初，埃斯波斯蒂收容所（Ospizio degli Esposti）从博洛尼亚的其他地方搬到了这座修道院。

## 建筑
从14世纪末开始，由巴托洛梅奥·吉利杰重建教堂。1400年增加了一个新的立面。
从1535年到1557年，建筑师安东尼奥·莫兰迪参与重建。1744年，建筑师卡洛·弗朗切斯科·多蒂重建了内部，在拿破仑统治下停止。砖墙立面在19世纪进行了翻新。
毗邻的修道院有建于1577年回廊，由多梅尼科·蒂巴尔迪设计。第二个回廊于1622年由朱利奥·德拉·托雷设计, 1734年由路易吉·卡索利修复。这时，安杰洛·皮奥在这个庭院里竖立了圣保古吕的雕像。

## 内部
在入口的右边，第一个祭坛是贾科莫·里皮的《十字架与圣安德肋、瑪利亞瑪達肋納和圣若望》，从被关闭的圣安德肋堂（Sant Andrea degli Ansaldi）移来。这个祭坛曾经有一幅乔瓦尼·巴蒂斯塔·格拉蒂（1651-1758 年）的画作，他是马蒂奥利、帕西内利和达尔·索莱的学生，也是美术学院的成员。
第二个祭坛有巴托洛梅奥·切西的《圣本笃的荣耀》。1764年，小堂更新了彼得罗·玛丽亚·斯坎德拉里的祭坛画，由雷蒙迪·孔帕尼尼、盖塔诺·卡波内里和洛伦佐·普兰齐尼装饰，安东尼奥·加里·比比耶纳设计。
第三个小堂，十字架小堂（Capella del Crocifisso），是弗洛里亚诺·德尔布诺的基督浮雕。
第四个小堂有一幅小埃尔科尔·格拉齐亚尼的作品《圣母与本笃会圣徒》。
正祭台（1744-1745 年）由阿方索·托雷吉安尼设计，有贾科莫·莫利纳里的帐幕，博纳文图拉·甘巴里的银器，托塞利雕塑。咏经团由朱利奥·达拉·托雷和卡洛·弗朗切斯科·多蒂设计，有朱塞佩·佩德雷蒂的画作《圣保古吕殉道》。 木雕的咏经团席由安德里亚·迪·彼得罗·坎帕纳大师完成。
左侧的小堂有卡罗·西格纳尼画派的《圣西路斯与圣母》。在圣体小堂有吉内尔瓦·坎托福利的《最后的晚餐》。这里的壁画是奥诺弗里奥·扎诺蒂的作品。
自 13 世纪以来，左侧的第一个小堂保存了博洛尼亚的和波佐利的两位殉道圣人圣保古吕的圣髑，1750 年由阿方索·托雷吉安尼和安东尼奥·卡托拉里翻新。天花板由米凯莱·马斯泰拉里绘制，正祭台由弗朗切斯科·安格斯（生于1675年）绘制。
在餐厅有莱昂内洛·斯帕达的油画《鱼的奇迹》（1607年）。该堂还有一幅亚历山德罗·蒂亚里尼的油画（1639-40）。
埋葬在教堂里的人中，有